# 克里沃克拉
克里沃克拉（Křivoklát）是位於捷克共和國中波希米亞州的一座城鎮，以中世紀建築克里沃克拉城堡而著稱。這裡是一個著名的旅遊景點。1851年，這裡設置了郵局。

## 外部連結
- Market town Web site （捷克文）
- Křivoklát Castle （捷克文）
- Křivoklátsko Landscape Protected Area （页面存档备份，存于）